# Gymnostachyum larsenii
Gymnostachyum larsenii är en akantusväxtart som beskrevs av Cornelis Eliza Bertus Bremekamp. Gymnostachyum larsenii ingår i släktet Gymnostachyum och familjen akantusväxter. Inga underarter finns listade i Catalogue of Life.